# Agardhiella lamellata
Agardhiella lamellata is een slakkensoort uit de familie van de Argnidae. De wetenschappelijke naam van de soort is voor het eerst geldig gepubliceerd in 1887 door Clessin.